# اولکس (سرده)
 اولکس (نام علمی: Ulex) نام یک سرده از تبار طاووسی است.